# Asamblea Legislativa de Río Grande del Sur
La Asamblea Legislativa de Río Grande del Sur es el órgano legislativo del estado de Río Grande del Sur conformado por los diputados del estado.

## Casa da Junta
La Asamblea tuvo su origen en el Consejo General de la Provincia, instalado en 1828 en la Casa da Junta que, sin embargo, sólo tenía poderes administrativos. Tras la creación de las Asambleas Legislativas Provinciales por la Ley Nº 16, del 12 de agosto de 1834, a partir del 20 de abril de 1835 la Asamblea Legislativa de la Provincia de São Pedro pasó a funcionar en la Casa da Junta. Sin embargo, ese mismo año se inició la Revolución Farroupilha y la Asamblea Legislativa entró en receso siendo reactivada brevemente entre octubre y noviembre de 1837 y desactivada de nuevo, siendo finalmente restaurada el 1 de marzo de 1845.

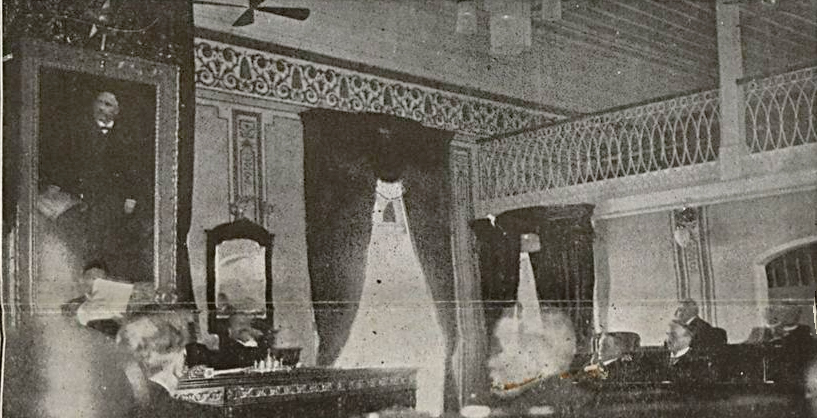
Apertura del año legislativo de 1919 de la Asamblea de Representantes con la lectura de un mensaje del presidente del estado Borges de Medeiros

Volvió a cerrarse entre 1865 y 1871, durante la Guerra de la Triple Alianza cuando el gobierno imperial suspendió las garantías constitucionales. Cerró con la proclamación de la República en 1889 y se reinstaló el 25 de junio de 1891 con el nombre de Asamblea de Representantes. Con la Constitución de 1934 se transformó en Comisión Permanente, formada por 7 miembros.
El 10 de noviembre de 1937, Getúlio Vargas decretó el Estado Novo y cerró todas las cámaras legislativas. Permaneció en esta condición hasta 1947 cuando los nuevos diputados se reunieron para la tercera Asamblea Constituyente del Estado. En 1967 se inauguró el nuevo edificio del órgano colegiado, el Palacio Farroupilha.

## Palacio Farroupilha
El Palacio Farroupilha, situado en la Praça Marechal Deodoro (o Praça da Matriz), en Porto Alegre, es la actual sede de la Asamblea Legislativa de Rio Grande do Sul.
La construcción del Palacio Farroupilha comenzó en mayo de 1955 y fue posible gracias a un acuerdo entre la Asamblea Legislativa y el Municipio de Porto Alegre. Se decidió que el palacio se construiría en el solar del Auditorio Araújo Viana, en la Praça Marechal Deodoro, para mantener la tradición de la Praça dos Três Poderes. A cambio, el poder legislativo construiría, a sus expensas, el nuevo Auditorio Araújo Viana, en el Parque Farroupilha. El 20 de septiembre de 1967, el poder legislativo se trasladó al lugar que ocupa actualmente.

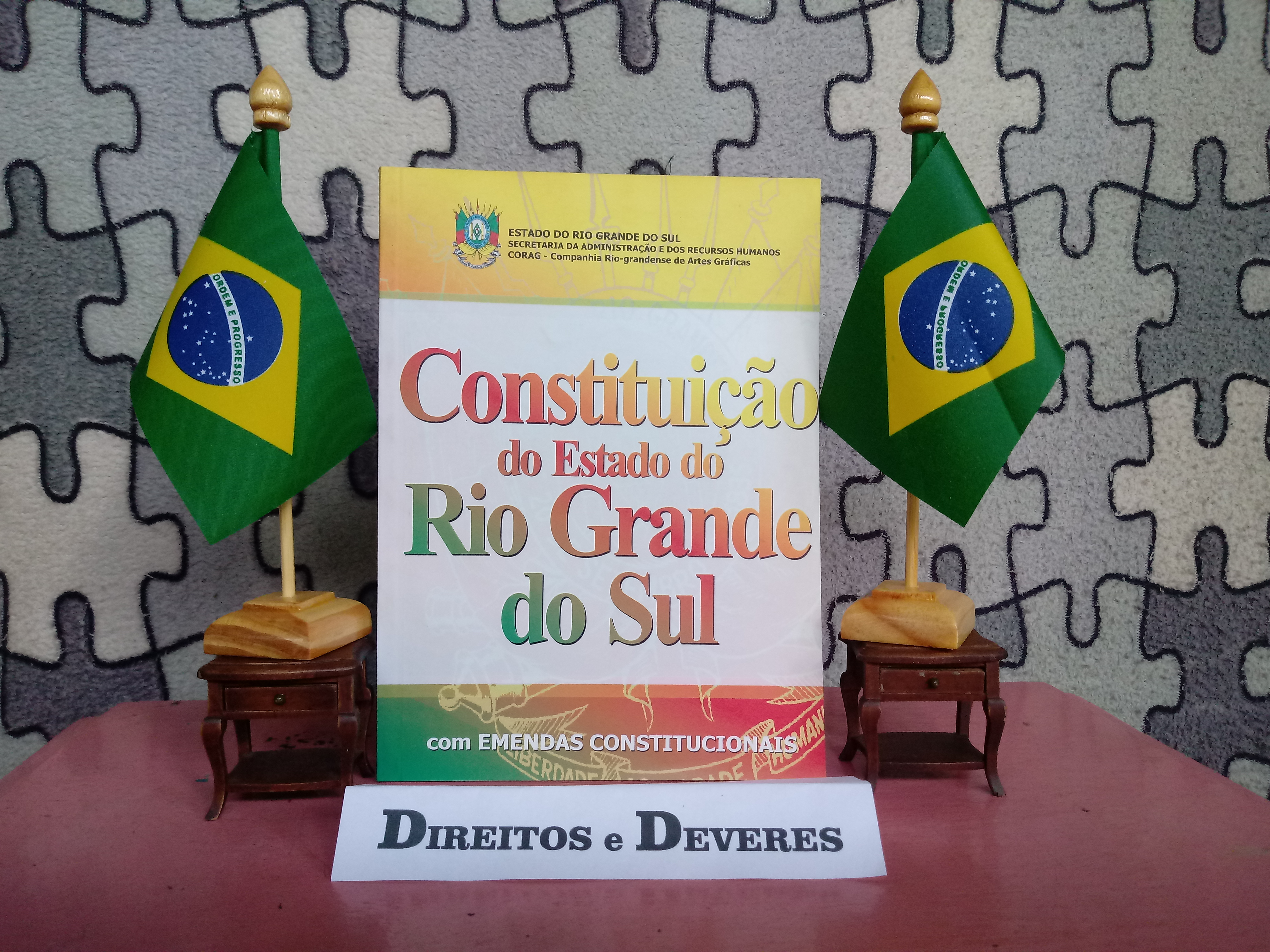
Constitución del Estado promulgada por la Asamblea Legislativa en 1989.

El edificio es un proyecto del arquitecto paulista Gregório Zolko, vencedor de un concurso nacional, que utilizó materiales nobles como el mármol y la madera y modernos como el vidrio y el aluminio. En la fachada de la rúa Duque de Caxias se instaló una gran serie de paneles metálicos que representan escenas de temática gaúcha, obra del conocido artista Vasco Prado, autor también de otra escultura colocada en los jardines situados frente a la plaza.
El palacio está incluido en el conjunto histórico de la Praça da Matriz y forma parte de un grupo de importantes edificios, entre los que destacan el Palacio Piratini (sede del poder ejecutivo), el Palácio da Justiça, el Palacio del Ministerio Público, el Theatro São Pedro, la Casa da Junta y la Catedral Metropolitana.